# 화이트 갓
《화이트 갓》(헝가리어: Fehér isten, White God, "하얀 신")은 2014년 공개된 헝가리의 드라마 영화이다. 이 영화는 2014년 칸 영화제의 일환으로 2014년 5월 17일에 초연되었다.

## 줄거리
영화는 13살 소녀 릴리와 그녀의 믹스견 하겐의 이야기로 시작된다. 릴리는 오랜만에 만난 엄격한 아버지와 함께 살게 되면서 혼란스러워하고, 하겐은 그런 릴리에게 위안이 된다. 하지만 헝가리 정부가 믹스견에 부과하는 높은 세금 때문에, 릴리의 아버지는 하겐을 없애려 하고, 이에 릴리는 아버지에게 큰 실망감을 느낀다. 릴리는 하겐을 몰래 음악 수업에 데려가지만 소동이 일어나고, 아버지는 하겐을 도시 외곽에 버린다.
홀로 남겨진 하겐은 도시를 떠돌며 다른 개들과 어울리게 되지만, 개 포획자들에게 쫓기고 투견장에 팔려가 학대와 폭력을 경험한다. 투견장에서 탈출한 하겐은 동물 보호소에 잡히지만, 그곳에서도 탈출하여 동료 개들을 이끌고 인간에게 복수하기 위한 반란을 일으킨다. 
한편 릴리는 하겐을 잃은 슬픔과 아버지에 대한 반항심으로 술을 마시고 경찰서에 가게 된다. 아버지는 릴리를 데리러 와서 하겐을 버린 것을 후회하며 릴리를 이해하려 노력한다. 둘은 화해하고 아버지는 릴리의 연주회에 가겠다고 약속한다.
하겐은 동료 개들과 함께 복수를 위해 릴리의 아버지가 일하는 도축장으로 향한다. 릴리가 연주회에서 뛰쳐나와 개들을 뒤따라가고, 위기의 순간, 릴리는 트럼펫으로 연주를 시작한다. 하겐과 다른 개들은 릴리의 연주에 멈춰서고 릴리와 화해한다. 아버지 역시 딸의 곁으로 다가와 함께 한다.

## 출연
- 프쇼터 조피어 - 릴리 역
- 조테르 샨도르 - 다니엘 역
- 모노리 릴리 - 베브 역
- 호르바트 릴리 - 엘자 역
- 투로치 서볼치 - 나이 든 남자 역
- 갈피 라슬로 - 음악 선생님 역
- 폴가르 터마시 - 유기견 포획꾼 역
- 반키 게르게이 - 유기견 포획꾼 역
- 데르지 야노시 - 노숙자 역
- 너지 에르빈 - 푸줏간 주인 역
- 문드루초 코르넬 - 아프간 역
- 보드나르 에리커 - 이웃 주민 역
- 프러이트 에디트 - 여경 역
- 토트 오르쇼여 - 유기견 모임 장소의 여자 역